# Свята Ізабела Португальська (Сурбаран)
«Свята Ізабела Португальська» (ісп. Santa Isabel de Portugal) — картина іспанського живописця Франсіско Сурбарана. Створена близько 1635 року. Зберігається у Музеї Прадо в Мадриді (інв. ном. P1239).

## Опис
Свята Ізабела Португальська, донька Педро III, короля Арагону, і Констанси, дружини короля Дініша Португальського, уособлює тут «Диво з трояндами», диво, яке також пов'язане з іменами інших святих — Єлизавети Угорської і Святою Касильдою, які також були написані Сурбараном. За легендою, король забороняв Ізабелі давати милостиню бідним. Одного разу королева несла у подолі гроші, аби віддати їх жебракам, одна на шляху зустріча чоловіка. Згадавши численні покарання, якими він їй погрожував, вона збрехала, що несе лише троянди. За наполяганням суворого чоловіка свята розгорнула поділ, і по слову її сталося диво: там дійсно опинились троянди.